# Sichuan Airlines
Сычуаньские Авиалинии (кит. упр. 四川航空公司, пиньинь Sìchuān Hángkōng Gōngsì; англ. Sichuan Airlines Co., Ltd.), — магистральная авиакомпания со штаб-квартирой в Чэнду (провинция Сычуань, Китай), работающая в сфере внутренних пассажирских перевозок.
Портом приписки авиакомпании и её главным транзитным узлом (хабом) является международный аэропорт Чэнду Шуанлю, в качестве других главных хабов используются международный аэропорт Чунцин Цзянбэй и международный аэропорт Куньмин Чаншуй.

## История
Авиакомпания была создана 19 сентября 1986 года и начала работу 14 июля 1988 года, первыми рейсами стали рейсы между Чэнду и Ваньчжоу.
В августе 2002 года авиакомпания была реорганизована и Группа Сычуаньские Авиалинии, которая принадлежит правительству, стала главным акционером (40 %). Другие акционеры — China Southern Airlines (39 %), Shandong Airlines (10 %), Shanghai Airlines (10 %) и Gingko Restaurant (1 %).
3 мая 2015, Sichuan Airlines  официально открыла авиарейс Чэнду -- Москва, который стал первым прямым воздушным маршрутом, соединяющим Юго-Западный Китай и столицу РФ. Время полета из Чэнду в Москву составляет около 8 часов 25 минут. Новый прямой рейс выполняется самолетами Аэробус-А330 три раза в неделю -- по вторникам, четвергам и субботам.

## Флот

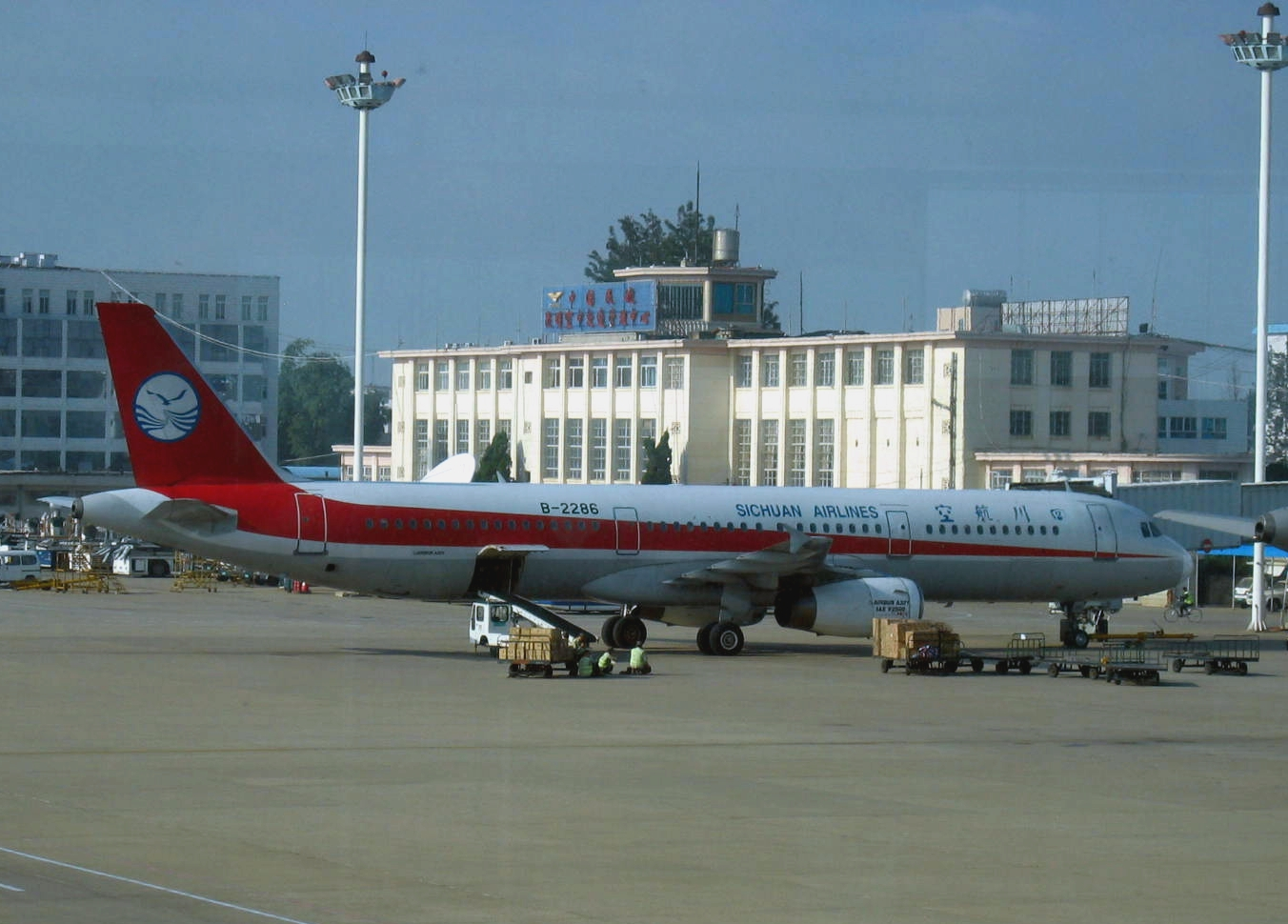
Airbus A321 Sichuan Airlines в аэропорту Куньмин

В июле 2021 года воздушный флот авиакомпании Sichuan Airlines составляли следующие самолёты:

## Авиапроисшествия и инциденты
- 24 января 2003 года. Попытка захвата самолёта Embraer ERJ 145, следовавшего регулярным рейсом 434 международный аэропорт Чунцин Цзянбэй — международный аэропорт Чэнду Шуанлю. Террорист попытался использовать самодельное взрывное устройство, ранил себя и одного пассажира, и в результате был обезврежен сотрудником службы безопасности[4].
- 14 мая 2018 года Airbus A319 выполнял рейс 8633 из Чунцина в Гонггар, когда во время полёта над провинцией Сычуань вырвало окно в лобовом стекле. Второго пилота наполовину выбросило наружу. Совершил аварийную посадку в Шуанлю, никто кроме второго пилота и стюардессы не пострадал. Никто не погиб.
- 10 апреля 2022 года выяснилось, что пилот монгольского происхождения по национальности разместил неприемлемые комментарии на Weibo (например, «300 000 человек, которые были убиты японцами, год (1937) заслужил». «Разве ханьцы не должны быть убиты?», «Монголы всегда будут рядом, но вы, ханьцы, не можете сказать это хорошо»). Некоторые пользователи сети выразили большую озабоченность и гнев после того, как об этом стало известно, а некоторые обеспокоены тем, что угон самолета восточнотуркестанскими террористами может повториться. В ответ Sichuan Airlines 10 апреля ответила, что авиакомпания отстранила пилота, и в настоящее время пилот находится под следствием соответствующих ведомств[5][6].